# En el bosque nocturno
En el bosque nocturno (In the Forest of the Night) es el título del décimo episodio de la octava temporada moderna de la serie británica de ciencia ficción Doctor Who, emitido originalmente el 25 de octubre de 2014.

## Argumento
Mientras Clara, Danny y un grupo de estudiantes pasaban la noche en un museo como actividad extraescolar, durante la noche ha brotado todo un bosque que ha cubierto no solo todo Londres, sino también todo el planeta. El Duodécimo Doctor se entera de ello cuando una niña que corre perdida por el bosque se topa con la TARDIS. Se trata de una niña que al parecer tiene alguna clase de enfermedad mental por la que se está medicando, y que pertenece a la clase de Clara y Danny. Pero el Doctor no tarda en sospechar que la niña tiene algo especial que no tiene ningún origen patológico. Mientras, Clara y Danny junto a los niños intentan abrirse camino por el bosque, y operarios intentan abrir camino quemando los árboles, para descubrir que son ignífugos, el Doctor intenta resolver el misterio del origen del bosque.